# Últimos días de la víctima (película)
Últimos días de la víctima es una película argentina de suspenso y misterio de 1982 dirigida por Adolfo Aristarain, protagonizada por Federico Luppi, Soledad Silveyra, Julio de Grazia, Ulises Dumont y Arturo Maly, y coprotagonizada por Enrique Liporace, Elena Tasisto, Mónica Galán y Noemí Morelli. También contó con la actuación especial de China Zorrilla y la presentación de Pablo Rago. Está basada en la novela homónima de José Pablo Feinmann, quien coescribió el guion junto con Aristarain. Se estrenó en Buenos Aires el 8 de abril de 1982 y obtuvo el Cóndor de Plata del Mejor director en 1983.

## Argumento
A Mendizábal, un asesino a sueldo, sus anónimos clientes le ordenan un nuevo asesinato. Pero en la persecución, precisa y obsesiva, descubrirá que sólo forma parte de un juego que no le pertenece, de una cadena al servicio de intereses mayores.

## Reparto
- Federico Luppi como Raúl Mendizábal
- Soledad Silveyra como Cecilia Ravenna
- Ulises Dumont como Gato Funes
- Julio De Grazia como Carlos Ravenna
- Arturo Maly como Rodolfo Külpe
- Elena Tasisto como Laura Ramos de Külpe
- Enrique Liporace como Peña
- China Zorrilla como Beba
- Mónica Galán como Vienna
- Carlos Ferreira como Ferrari
- Pablo Rago como Bruno Külpe
- Norma Kraider como Amante de Külpe
- Adolfo Aristarain como kiosquero
- Ángel Faretta
- Jorge Gundín
- Kathy Saavedra
- Noemí Morelli como Secretaria de Ravenna
- Jorge Velurtas
- Marcos Woinski como Pagador
- Aldo Pastur como Periodista
- Miriam Coppola
- Román Caracciolo
- Laura Moss
- Julián Maira
- Mora Maira
- Bernardo Baras
- Jorge Safatle
- Rubén Estrella
- Raúl Moreno
- Alejandro Baras
- Alberto Lecchi como Hombre en la calle

## Premios
- Premios Cóndor de Plata (1983): Mejor director.